# 安德烈娅·阿卡特里内伊
安德烈娅·阿卡特里内伊（Andreea Acatrinei，1992年4月7日—）出生于布拉索夫，是一名罗马尼亚女子体操运动员。

## 生涯
阿卡特里内伊从六岁开始在她的家乡参加体育训练。2005年她进入少年国家队，2006年进入国家队。
在2008年夏季奧林匹克運動會體操比賽上她获得團體賽铜牌，但是未能进入竞技体操的决赛。同年她获得罗马尼亚自由体操冠军和高低槓和团体赛亚军。2009年由于脊椎有问题她按照医生建议结束了她的运动员生涯。此后她主要上课以及训练儿童。